# VV Hardegarijp
VV Hardegarijp is een Nederlandse amateurvoetbalclub uit Hardegarijp in de provincie Friesland. De club is opgericht op 16 oktober 1962. Het eerste elftal komt uit in de Derde klasse zaterdag (seizoen 2024/25).
De club speelt op sportpark De Warren in Hardegarijp. De clubkleuren zijn rood-zwart.

## Competitieresultaten 1964–2024
| 2 3E |

| 4 2D |

| 2 2C |

| 6 2C |

| 3 2B |

| 2 2A |

| 10 1B |

| 4 1B |

| 10 1B |

| 2 1B |

| 1 1B |

| 4 4B |

| 5 4A |

| 4 4B |

| 7 4B |

| 11 4A |

| 9 4A |

| 9 4A |

| 8 4B |

| 6 4B |

| 11 4A |

| 10 1B |

| 7 1B |

| 5 1B |

| 1 1B |

| 4 4B |

| 1 4B |

| 9 3A |

| 10 3A |

| 2 4B |

| 3 3A |

| 2 3A |

| 4 3A |

| 1 2K |

| 10 1E |

| 1 2K |

| 10 1E |

| 8 2K |

| 9 2L |

| 3 2K |

| 10 2K |

| 11 2K |

| 8 3B |

| 4 3B |

| 1 3B |

| 12 2I |

| 6 3B |

| 6 3B |

| 3 3B |

| 5 3B |

| 1 3B |

| 9 2I |

| 8 2I |

| 3 2I |

| 6 2I |

| 7 2I |

| - 2I |

| - 2I |

| 11 2I |

| 11 2K |

| 2 3B |

| Eerste klasse | Tweede klasse | Derde klasse | Vierde klasse | Eerste klasse FVB | Tweede klasse FVB | Derde klasse FVB |

2008: de beslissingswedstrijd op 29 april om het klassekampioenschap in 3B werd bij CVV Blauw Wit '34 met 2-1 gewonnen van Be Quick Dokkum.
In elke staaf van de grafiek staat van boven naar beneden vermeld: 
- Eindnotering

Dit is de positie die de club heeft bereikt in de competitie, zonder eventuele beslissings-, play-off- of nacompetitiewedstrijden die nodig zijn geweest om bijvoorbeeld de kampioen van de competitie te bepalen.
Indien een * achter het getal staat is de notering een tussenstand en kan het zijn dat de notering niet overeenkomt met de uiteindelijke eindstand van de competitie.
Staat er een - dan is het seizoen nog bezig en is er geen definitieve uitslag bekend.
Staat er xx op de positie van de notering, dan heeft de club vroegtijdig de competitie verlaten. Dit kan onder andere komen door terugtrekking van het team, faillissement van de club of door een uitgedeelde straf van de KNVB. In veel gevallen staat elders in het artikel de reden vermeld.
Staat er een ? dan is het resultaat uit het verleden onbekend, en is alleen de competitie of het niveau bekend van dat seizoen.
In de seizoenen 2019/20 en 2020/21 werd wegens de coronacrisis het amateurvoetbal afgebroken. Daardoor kennen deze staven geen eindklassering (middels -- weergegeven).
- Competitieniveau en afdelingsletter of Officiële eindstand Eredivisie
  - Competitieniveau en afdelingsletter

Hierbij geeft het getal het niveau weer, dat ook terug te vinden is in de legenda. De letter is de afdelingsaanduiding en wordt gebruikt wanneer er meer afdelingen zijn op hetzelfde niveau. De afdelingsletter is altijd een hoofdletter en wordt meestal zonder nummer gebruikt.
Voorbeeld: 2F is niveau 2e klasse competitie F.
Het competitieniveau en nummer wordt niet vermeld wanneer er slechts één competitie van dit niveau was.
  - Officiële eindstand Eredivisie (getal staat tussen haakjes vermeld)

Sinds de introductie van play-offwedstrijden voor Europees voetbal na afloop van de reguliere competitie in 2005/06, is de KNVB verplicht een eindstand van de Eredivisie door te geven aan de UEFA aan de hand van deze play-offwedstrijden.
Bij deze eindstand staan clubs die zich hebben gekwalificeerd voor Europees voetbal hoger dan clubs die zich niet wisten te kwalificeren. Indien er geen verschil was tussen de eindnotering en de officiële eindstand, staat dit getal niet vermeld.

- Onderafdeling

Hier staat afgekort de naam van de onderafdeling indien de club in dat jaar in een onderafdeling uitkwam. Tevens staat deze afkorting in de legenda en wordt gelinkt naar het artikel over deze onderafdeling. Deze afkorting wordt alleen vermeld wanneer de club in het verleden in verschillende onderafdelingen heeft gespeeld. Deze vermelding is in de staaf altijd in kleine letters. Deze onderafdelingen zijn na het seizoen 1995/96 afgeschaft. Heeft de club in slechts één onderafdeling gespeeld, dan is dit alleen terug te vinden in de legenda.
Onder de staaf staat het jaartal vermeld waarin het seizoen is afgesloten. 15 verwijst naar het seizoen 2014/15 of eventueel het seizoen 1914/15.
Wanneer een staaf leeg is, zijn deze gegevens niet bekend. Het kan ook zijn dat de club dat seizoen niet heeft meegespeeld op het hogere amateurniveau, vroegtijdig de competitie heeft verlaten of uit de competitie is gezet.

In het seizoen 1944/45 was er wegens de Tweede Wereldoorlog geen regulier competitievoetbal.

## Geschiedenis

### 1932–1951
In 1932 werd er reeds een zondag voetbalclub opgericht in Hardegarijp. Er werd destijds gespeeld op een terrein dat gratis ter beschikking was gesteld door de heer K.Th. v.d. Veen achter de Burg. Drijberweg. In augustus 1945 ging deze club op in de Hardegarijper Sportvereniging. In de beginjaren vijftig liep de animo om te voetballen echter sterk terug, hetgeen het einde betekende van het voetballen in Hardegarijp.

### 1962–1974
In het begin van de jaren zestig kwamen de voetbalgevoelens toch weer tot leven en werden er activiteiten ontwikkeld om tot een voetbalvereniging te komen. Na wat schermutselingen met betrekking tot het spelen op zaterdag of zondag werd op 16 oktober 1962 de SV Hardegarijp opgericht. In 1963 werd een omnivereniging tot stand gebracht, waarin naast de afdeling voetbal ook werden opgenomen afdelingen voor volleybal, tafeltennis, badminton en basketbal. In 1981 stapte de voetbalvereniging uit deze omnivereniging en ging zelfstandig verder. Het voetbalveld was inmiddels al verplaatst naar een terreintje gelegen achter de Plesmanstraat. In 1971 vond er wederom een verhuizing plaats en toen naar de locatie waar de VVH nu nog actief is namelijk het sportveldencomplex De Warren. Aanvankelijk met drie speelvelden, een oefenveld en 4 kleedboxen. De groei in het voetballen bij VV Hardegarijp zat er in en al spoedig bleek dat er behoefte was aan uitbreiding van de accommodatie. Er kwamen twee kleedboxen een berging en vergaderruimte bij. Het eerste elftal van Hardegarijp had inmiddels via promotie in 1974 de Vierde klasse van de KNVB bereikt.

### 1974–heden
Aan het spelen in de Vierde klasse kwam in 1984 een einde door degradatie en was het standaardelftal opnieuw in de competities van de Friesche Voetbalbond (FVB) beland.
In 1988 kwam er definitief een einde aan de FVB periode en werd opnieuw promotie naar de Vierde klasse KNVB gerealiseerd. Niet alleen het eerste elftal boekte succes, maar ook door de andere elftallen werden kampioenschappen binnengehaald. In 1990 werd weer een nieuw stukje geschiedenis geschreven, want Hardegarijp 1 werd kampioen en promoveerde daardoor naar de Derde klasse van de KNVB. Het spelen in deze klase was echter geen lang leven beschoren, want reeds in 1992 kon degradatie niet meer worden voorkomen en was Hardegarijp weer veroordeeld tot het voetballen op een niveau lager. Het seizoen 1992/1993 werd er via de nacompetitie gepromoveerd. Door reorganisatie van de KNVB in 1996 en het goede resultaat op de ranglijst aan het einde van het seizoen 1995/96, werd Hardegarijp voor het seizoen 1996/97 ingedeeld in de Tweede klasse klasse KNVB. Direct het seizoen erop promoveerde de club naar de Eerste klasse. Op dit niveau kon het standaardteam zich echter niet handhaven en via de nacompetitie kwam er met degradatie aan het einde aan. Het seizoen erop promoveerde de club echter weer. Vanaf 2002 werd er een tribune bij het complex gebouwd, terwijl gelijkertijd een algehele renovatie van het sportveldencomplex werd gerealiseerd. Als afronding van dit hele gebeuren is er een lichtinstallatie om het hoofdveld geplaatst, die voldoet aan internationale normen. Sinds het seizoen 2016/17 beschikt de vereniging over een kunstgrasveld.